# Casa consistorial de Potries
La Casa de la Vila de Potries (la Safor, País Valencià) constitueix un magnífic exemple de l'arquitectura senyorial del segle XVII en l'àmbit rural de la Comunitat Valenciana.

## Història
El 1240 Potries era una petita alqueria sota la jurisdicció del castell de Rebollet, sent donat pel rei a la família Carròs, primers senyors de Potries. La història local correrà paral·lela a la d'altres centres urbans de més entitat, com Oliva o la Font d'en Carròs. El 1368, Berenguer de Vilaragut, casat amb Alamanda Carròs, Senyor consort de l'Honor de Rebollet, a causa del deplorable estat en què havien quedat les seves possessions després de la guerra dels Dos Peres, va atorgar una nova Carta de Poblament: Carta Pobla de la Font d'en Carròs, Potries i Rafelcofer (1368). Els Centelles detindran la senyoria d'aquest lloc durant un llarg període. El 1449 el monarca Alfons el Magnànim atorga el títol de Comte d'Oliva a Francesc Gilabert de Centelles, quedant Potries dins dels dominis del Comtat d'Oliva.
Quan es va produir la unió de les famílies dels Borja (Ducs de Gandia) i els Centelles (Comtes d'Oliva) pel matrimoni de Carles de Borja i Magdalena Centelles, el 1548, es va consolidar la unió territorial d'ambdues zones. És en aquesta època, entre 1595 i 1611 quan es duu a terme la construcció de la Casa que actualment és seu de l'Ajuntament de Potries.
Tot això està referenciat gràcies a l'existència d'un document datat el 1611 que diu que Pere de Borja i Centelles, governador de Gandia, era el propietari a Potries d'una casa gran i nova, amb moltes sals, tan bona com la millor de totes les que posseeix la senyoria». Pere de Borja va ser el segon fill del cinquè duc de Gandia, Carles de Borja, i la comtessa d'Oliva, Magdalena Centelles, matrimoni que com indiquem abans es va celebrar el 1595, per unificar els patrimonis d'aquestes grans famílies.

## Descripció
L'edifici va patir originàriament una reconstrucció de nova planta deguda a qüestions merament econòmiques relacionades amb el control i la fiscalització de les terres que els Borja havien de gestionar des del moment de la unió de les dues famílies.
L'edifici presenta fàbrica bàsicament de tàpia mixta amb rajola, a excepció de la base de la cantonera de la façana principal, feta amb carreus. La planta és en forma d'U, amb un cos principal de planta baixa, primer pis, cambra i coberta a dues aigües de teula àrab; encara que aquest cos principal articula quatre dependències més superposades, dues en cadascun dels extrems.
Les dues primeres se situen entre la planta baixa i el primer pis, com a entresòl, presentant accés directe des de l'ampli vestíbul mitjançant elegants escales decorades amb rajoles del mocador. Les segones se situen entre el primer pis i el quart. Aquesta disposició de les dependències es correspon amb els buits de la façana principal. El pati rectangular, a la part posterior, està flanquejat pels dos cossos annexos amb planta baixa i pis. També uns adossats a la façana del pati, que disposen de coberta a un vessant cap a l'interior. En aquests espais antigament s'hi ubicaven annexos econòmics com les quadres, la pallissa i la cuina. L'entrada principal mostra la biga de fusta original i el despatx de l'alcaldia conserva el paviment ceràmic policromat.
La seu de l'Ajuntament no va estar sempre ubicada a aquesta casa, sinó que fins a finals del segle XIX la corporació municipal estava ubicada en un vell edifici situat a la plaça de l'Església, que també feia les vegades d'escola. Però en estar en pèssimes condicions el consistori va decidir comprar aquest immoble a un ric propietari i industrial dedicat a la filatura de la seda, Domingo Llopis, i el va constituir a la seu de l'Ajuntament. A més, va instal·lar el rellotge públic, les escoles, els habitatges dels mestres i una petita presó.
A principis dels anys 80 es realitza una restauració acurada de l'edifici conservant l'estructura original del miso, així com d'alguns elements arquitectònics singulars:
1. les reixes de ferro forjat de la façana,
2. els paviments de rajoles policromades semblants als del palau Ducal de Gandia,
3. Elements decoratius del Renaixement tardà,
4. les bigues de fusta originals de la casa,
5. façana principal construïda de forma mixta entre rajoles i carreus de pedra,
6. escales decorades amb “taulellets de mocadoret”,
7. porta de fusta antiga amb 5 forrellats al vestíbul de l'edifici, que dona accés a la ruta de sistemes de captació d'aigües,
8. pati interior on en el passat se situaven annexos a la casa elements com quadres, la cuina o el paller.

La façana principal s'obre al carrer de Boamit, carrer amb evidents reminiscències del passat musulmà del municipi.
La Casa Consistorial actualment acull durant les festes del porrat les diferents exposicions, igual que s'efectuen visites guiades pel seu interior.